# Scutellaria supina
Scutellaria supina (шоломниця лежача) (шоломниця крейдяна як Scutellaria creticola та шоломниця весняна як Scutellaria verna (Salvia austriaca) — вид рослин з родини глухокропивові (Lamiaceae), поширений у Євразії від Молдови до Монголії.

## Опис
Багаторічна рослина 15–45 см заввишки. Стебло до суцвіття волосисте. Напівкущ. Кореневища дерев'янисті. Стебла жовтувато-зелені або злегка пурпурові, численні, висхідні до майже веритикальних. Листки від черешкових до майже сидячих, запушені, як стебла; листові пластини від довгасто-яйцеподібної до яйцеподібної форми, 1–4 × 0.6–2 см, поверхні волосаті, межі дрібно зубчасті, верхівка тупа до іноді гострої. Китиця ≈3 см, нещільна. Чашечка ≈2 мм, вкриті ворсинками зовні. Віночок жовтий, 2.2–3.5 см, залозисто запушений зовні. Горішки трикутно-яйцеподібні ≈1.5 мм.

## Поширення
Поширений у Євразії від Молдови до Монголії.
В Україні вид зростає на вапнякових сланцевих і крейдяних відслоненнях — на північному сході, у західному лісостепу, рідше в правобережного лісостепу та злаковому степу.